# 仁川登陸戰 (電影)
是2016年7月27日上映的一部韓國軍事動作片，由李宰漢電影的導演與李滿熙三度再次合作，是改編韓戰最關鍵的作戰計畫「仁川登陸」，講述了1950年9月15日，聯合國軍在道格拉斯·麥克阿瑟五星上將的指揮下於仁川登陸，由此改變朝鮮戰爭戰局的一場戰役，以及在這場戰役中秘密展開X-RAY諜戰行動的8名韓國士兵的故事。

## 演員

### 主要演員
- 李政宰 飾演 張學秀
- 李凡秀 飾演 林季鎮
- 連恩·尼森 飾演 道格拉斯·麥克阿瑟，美國陸軍五星上將。
- 陳世娫 飾演 韓彩善

### 其他演員
- 鄭俊鎬 飾演 徐真徹
- 朴哲民 飾演 南基成
- 金秉玉 飾演 崔碩鐘
- 瓊·葛茲 飾演 霍伊特·范登堡，美國空軍四星上將。
- 吉恩星 飾演 千達中
- 申守航 饰演 姜凤浦
- 金熙镇 饰演 柳章春
- 郑敏智 饰演 玉吉莲
- 金秀吾 饰演 乌打帽弟弟
- 咸泰仁 饰演 乌打帽哥哥
- 李娜京 飾演 女歌手
- 李忠久 饰演 华均
- 成赫 飾演 宋尚德
- 高允 飾演 吴大秀
- 张俊学 飾演 楊潘東
- 肖恩·理查德 飾演 洛尼
- 贾斯廷·鲁普尔（Justin Ruppl） 飾演 亞歷山大·海格，美國陸軍四星上將，麥克阿瑟將軍副參謀長阿隆佐·福克斯中將的助手。
- 陈勇旭 饰演 曹仁国
- 杨帆 饰演 咸光石
- 李海俊 饰演 池镇表
- 朱茜·比赛特（英语：Josie Bissett） 饰演 瓊妮·麥克阿瑟，麥克阿瑟將軍的夫人。
- 尹锡镇 饰演 陶洪奎
- 金重熙 饰演 朱玄弼
- 尹多英 饰演 桂恩淑
- 潘世晶 饰演 严基顺
- 赵元喜 饰演 汉城地区司令官
- 宋景哲 饰演 第1军团长
- 金重基 饰演 第2军团长
- 朴尚原 饰演 朴南哲的部下
- 李汉钟 饰演 朴南哲的部下
- 洪基俊 饰演 医生
- 禹棹奐 饰演 利庆植的部下
- 金宣兒 飾演 金華映（特别出演）
- 金姈愛 飾演 羅貞稔（特别出演）
- 朴誠雄 飾演 朴南哲（特别出演）
- 秋成勳 飾演 白山（特别出演）
- 鄭璟淳 饰演 郑仙实（特别出演）
- 李原種 飾演 金日成（特别出演）

## 奖项
- 2016年：第53屆大鐘獎
  - 人气演员奖（李凡秀）
  - 新星奖（金熙镇）
- 2017年：第37届黄金摄影奖
  - 最佳新人男演员（金熙镇）
  - 评审团特别奖（鄭俊鎬）
  - 技术奖

## 外部連結
- NAVER上《仁川登陸戰》的資料
- 韩国电影数据库（KMDb）上《仁川登陸戰》的資料
- 互联网电影数据库（IMDb）上《仁川登陸戰》的资料（英文）
- 豆瓣电影上《仁川登陸戰》的資料 （简体中文）
- Box Office Mojo上《仁川登陸戰》的資料（英文）
- 爛番茄上《仁川登陸戰》的資料（英文）